# Храм Кришны (Амбалаппужа)
Храм Кришны в Амбалаппуже (англ. Ambalappuzha Sri Krishna Temple, малаял. അമ്പലപ്പുഴ ശ്രീകൃഷ്ണ ക്ഷേത്രം) — индуистский храм в г. Амбалаппужа, округ Аллеппи, Керала, Индия. Храм был основан в 790 году местным раджей. В храме установлено для поклонения мурти Кришны в форме Партхасаратхи (колесничего Арджуны на поле битвы Курукшетра). В правой руке божество держит кнут, а в левой — шанкху. Этот храм тесно связан с храмом Кришны в Гуруваюре. Во время набега Типу Султана в 1789 году, мурти Кришны из храма в Гуруваюре (Гуруваюраппан) в целях его сохранности было перенесено в Амбалаппужу. Среди индуистов храм известен своим особым сладким рисовым пудингом. Индуисты верят, что Гуруваюраппан каждый день приходит сюда, чтобы отведать это лакомство. Каждый год в день накшатры Мула лунного месяца митхуна по малаямскому календарю в храме проходит крупный религиозный фестиваль.